# Список лідерів України УП-100
Список лідерів України УП-100 — рейтинг ста лідерів-українців, які роблять внесок в перемогу та розбудову державності у різних сферах, відібраних на думку членів журі. Рейтинг проведено за ініціативою редакції українського інтернет-видання «Українська правда».
Церемонія нагородження достойників 2023 року відбулася 22 листопада 2023 року в Києві під гаслом «УП 100. Лідерство в умовах війни».

## Опис
Проєкт, за інформацією редакції, направлений на визначення в рейтингу, перш за все, лідерства, як важливу рису людського характеру. Це люди, які змогли взяти на себе відповідальність. Також, люди, які допомагають Україні вистояти в найважливішій історичній битві за право бути. Приклад — це історія невідомого українського прикордонника з острова Зміїний, що 24 лютого 2022 року виявив непокору ворогу, але водночас засвідчив вірність країні, під прапором якої ніс службу.
До рейтингу увійшли журналісти, які, залишившись в оточеному Маріуполі, протягом 20 днів, ризикуючи власними життями, фіксували воєнні злочини росіян, щоб розповісти світові правду. Серед відзначених- дружина, яка боролася за визволення свого чоловіка з полону та стала голосом сотень родичів ув'язнених у Росії українських військових, та письменник, який після початку вторгнення завіз до країни понад 200 автівок для Сил оборони.

## Нагороджені
Державне управління
- Володимир Зеленський, Президент України
- Оксана Маркарова, посол України в США
- Михайло Федоров, віцепрем'єр-міністр, міністр цифрової трансформації
- Сергій Кислиця‍, посол України в ООН
- Дмитро Кулеба, міністр закордонних справ України
- Ігор Смілянський, генеральний директор «Укрпошти»
- Віталій Кім, голова Миколаївської ОДА
- Олександр Кубраков, віцепрем'єр-міністр з відновлення України — міністр розвитку громад, територій та інфраструктури
- Рустем Умєров, міністр оборони
- Олексій Данілов, Секретар РНБО
- Роман Лозинський, народний депутат України
- Андрій Садовий, мер Львова
- Антон Дробович, директор Інституту національної пам'яті
- Борис Філатов, мер Дніпра
- Сергій Марченко, міністр фінансів України

Захисники
- Валерій Залужний, Головнокомандувач Збройних сил України
- Денис Прокопенко, командир бригади спеціального призначення «Азов», Герой України
- Дмитро Коцюбайло, командир спецпідрозділу «Да Вінчі», Герой України
- Олександр Сирський, командувач Сухопутних військ Збройних сил України
- Микола Олещук, командувач Повітряних сил Збройних сил України
- Андрій Білецький, командир Третьої окремої штурмової бригади
- Кирило Буданов, начальник Головного управління розвідки
- Василь Малюк, голова Служби безпеки України
- Олександр Тарнавський, командувач оперативно-стратегічного угруповання військ «Таврія»
- Юлія Паєвська, військовослужбовиця, парамедикиня
- Олексій Неїжпапа, командувач Військово-морських сил Збройних сил України
- Роман Костенко, народний депутат, полковник СБУ
- Руслан Шевчук, полковник 58-ої ОМПБр Збройних сил України
- Олег Сенцов, український режисер і військовий, колишній політв'язень Кремля
- Сергій Шаптала, начальник Генерального штабу Збройних сил України, Герой України
- Євген Межевікін, військовослужбовець, колишній керівник тактичної групи «Адам», Герой України
- Олександр Півненко‍, командувач Національної гвардії України, Герой України
- Ігор Гордійчук, заступник начальника Національного університету оборони України, Герой України
- Аліна Михайлова‍, керівниця медичної служби «УЛЬФ»
- Ігор Танцюра, командувач Сил територіальної оборони Збройних сил України (2022—2023)

Суспільство:
- Митрополит Епіфаній, предстоятель Православної церкви України
- Олександра Матвійчук‍, українська правозахисниця, голова «Центру громадянських свобод»
- Тарас Чмут, голова фонду «Повернись живим»
- Катерина Ножевнікова, засновниця благодійного фонду «Корпорація монстрів»
- Мстислав Чернов, Євген Малолетка та Василіса Степаненко — журналісти Associated Press
- Сергій Притула, засновник благодійного фонду Сергія Притули, волонтер
- Катерина Прокопенко, волонтерка, керівниця Асоціація родин захисників «Азовсталі»
- Влада та Костянтин Ліберови, українські фотографи
- Сергій Плохій, історик та директор Гарвардського українського наукового інституту
- Тата Кеплер, волонтерка
- Ольга Руденко, головна редакторка «The Kyiv Independent»
- Марія Берлінська, засновниця та керівниця Центру підтримки аеророзвідки та проєкту «Невидимий батальйон»
- Тетяна Печончик, голова правління Центру прав людини ZMINA
- Юрій Бутусов‍, журналіст та головний редактор «Цензор.нет»
- Юрій Ніколов, журналіст та засновник проєкту «Наші гроші»
- Андрій Любка, письменник та волонтер
- Ігор Лаченков, волонтер та засновник telegram-каналу «Лачен пише»
- Марія Назарова, бойова медикиня та інструкторка з тактичної медицини NAEMT
- Андрій Зелінський, військовий капелан
- Любов Галан та Масі Найєм, співзасновники громадської організації «Принцип»

Бізнес
- Всеволод Кожемяко, командир добровольчого підрозділу «Хартія», засновник Групи «Агротрейд»
- Олександр Конотопський, голова наглядової ради Ajax Systems
- В'ячеслав Климов та Володимир Поперешнюк, засновники «Нової пошти»
- Віктор Іванчик, співзасновник та генеральний директор агрохолдингу «Астарта-Київ»
- Олександр Косован, IT-підприємець та інвестор, засновник і CEO компанії MacPaw
- Олена Кошарна, засновниця та головний виконавчий директор Horizon Capital
- Андрій Ставніцер, співвласник групи компаній TIS
- Юрій Филюк, ресторатор та громадський діяч, засновник та СЕO проєкту «Промприлад. Реновація»
- Ігор Ліскі‍, засновник та голова наглядової ради EFI Group
- Тарас Кицмей, співзасновник та президент IT-корпорації SoftServe
- Дмитро Дубровський, співзасновник Uklon
- Володимир та Анна Яценко, продюсери та співзасновники кінопродакшну ForeFilms
- Олег Гороховський, співзасновник Monobank
- Андрій Вадатурський, власник та генеральний директор агрохолдингу «Нібулон»
- Макс Іщенко‍, засновник DOU та Djinni
- Владислав Чечоткін, співзасновник і співвласник інтернет-магазину та маркетплейсу Rozetka.ua
- Філя Жебровська, співвласниця та голова наглядової ради «Фармак»
- Артем Бородатюк‍, засновник Netpeak Group
- Андрій Здесенко, засновник та СЕО корпорації «Біосфера»
- Марія Гаврилюк та Наталія Каменська, засновниці бренду Gunia Project

Культура
- Сергій Жадан, поет, письменник, волонтер
- Джамала, співачка
- Вікторія Амеліна, письменниця, документаторка воєнних злочинів Росії
- Артем Чех та Ірина Цілик, подружжя кінорежисерки та письменника
- Володимир Єрмоленко та Тетяна Огаркова, подружжя філософа і літературознавиці
- Андрій Хливнюк, музикант, оператор дрона
- Оксана Забужко, письменниця
- Роман Григорів та Ілля Разумейко, засновники лабораторії сучасної опери Opera aperta, композитори
- Нікіта Тітов, художник
- Алла Загайкевич, композиторка академічної та електроакустичної музики
- Валентин Васянович, кінорежисер
- Володимир Шейко‍, директор Українського інституту
- Ярина Чорногуз‍, поетка та військовослужбовиця
- Василь Байдак, стендап-комік, волонтер
- Павло Маков, художник

Спорт
- Еліна Світоліна‍, тенісистка
- Андрій Шевченко, футболіст, тренер
- Ольга Харлан‍, фехтувальниця, олімпійська чемпіонка
- Олександр Зінченко, футболіст
- Ярослава Магучіх, легкоатлетка, олімпійська чемпіонка, чемпіонка світу зі стрибків у висоту
- Марина Бех-Романчук, легкоатлетка, стрибки в довжину
- Молодіжна збірна з футболу (чоловіча)
- Олександр Усик, чемпіон світу з боксу в надважкій вазі
- Людмила Лузан, веслувальниця-каноїстка
- Владислав Гераскевич, скелетоніст[6]

## Нагородження
Захід відбувся у Києві 22 листопада 2023 року в напівблагодійному форматі — половина коштів від вартості квитків передадуть на закупівлю мінометів для 48-го окремого штурмового батальйорну імені Номана Челебіджіхана, які воюють на Херсонському напрямку.

## Склад журі
- Олексій Гарань і команда фонду «Демократичні ініціативи»
- ‍Олександр Сушко, виконавчий директор Міжнародного фонду «Відродження»
- Ігор Козловський, релігієзнавець, політв'язень Кремля
- ‍Юлія Тичківська, виконавча директорка Aspen Institute Kyiv
- ‍Олена Притула, співзасновниця видання «Українська правда»
- ‍Сергій Сидоренко, співзасновник та редактор видання «Європейська правда»
- ‍Світлана Матвієнко, голова Ради Лабораторії законодавчих ініціатив, кураторка Української школи політичних студій
- ‍Ольга Айвазовська, співзасновниця громадянської мережі «Опора»
- ‍Мирослава Гонгадзе, керівниця бюро «Голосу Америки» у Східній Європі
- ‍Андрій Боровик, виконавчий директор Transparency International Україна
- ‍Ізабель Хуршудян, керівниця бюро «Washington Post» в Україні
- ‍Гелена Саврук, керівниця програм «Школа стратегічного архітектора» та «Стратегічне лідерство в секторі безпеки та оборони України» Києво-Могилянської бізнес-школи
- ‍Олена Трегуб, виконавча директорка Незалежної антикорупційної комісії
- (НАКО, раніше Незалежний антикорупційний комітет з питань оборони)
- ‍Андрій Загороднюк, міністр оборони (2019—2020), голова правління Центру оборонних стратегій
- ‍Сергій Гайдайчук, засновник і виконавчий директор CEO Club
- ‍Катерина Глазкова, виконавча директорка «Спілки українських підприємців»
- ‍Сергій Фурса, інвестиційний банкір
- ‍Геннадій Чижиков, президент Торгово-промислової палати України
- ‍Тимофій Брік, ректор Київської школи економіки, керівник соціологічних досліджень, віцепрезидент з міжнародних зв'язків KSE.
- ‍Роман Бебех, спортивний журналіст, автор YouTube-каналу «Бомбардир»
- ‍Сергій Стаховський, тенісист, військовослужбовець
- ‍Юрій Сапронов, підприємець, інвестор
- ‍Олексій Мандзій, головний редактор «Суспільне Спорт»
- ‍Тетяна Філевська, креативна директорка Українського інституту
- Юлія Козловець, координаторка Книжкового Арсеналу
- ‍Тетяна Пилипчук, директорка Харківського літературного музею
- ‍Ірина Горова, співзасновниця та генеральна директорка продюсерського центру Pomitni
- Команда Української правди у складі Севгіль Мусаєвої, Дмитра Дєнкова, Катерини Дорош, Євгена Будерацького, Тетяни Пушнової, Тамари Кудрявченко, Михайла Ткача, Романа Романюка та Романа Кравця.

## Процедура оцінювання
На першому етапі редакція «Української правди» сформувала списки кандидатів. У кожній категорії було представлено до 50 учасників. Ці списки були передані для голосування зовнішньому журі.
Журі оцінювало учасників рейтингу за наступними критеріями:
- внесок у перемогу й розбудову української державності,
- вплив на суспільно-політичні процеси,
- лідерство та доброчесність.

Редакція «Української правди» зі свого боку внесла остаточні корективи в фінальні списки переможців, щоб різні категорії учасників були представлені збалансовано. Наприклад, до категорії «Державне управління» було додано лідерів місцевого самоврядування, а в категорії «Суспільство» — окрім волонтерів, і журналістів. До категорії «Захисники» ввели не тільки командування, але й звичайних військових.